# Condado de Centre
O Condado de Centre é um dos 67 condados do Estado americano da Pensilvânia. A sede do condado é Bellefonte, e sua maior cidade é Bellefonte. O condado possui uma área de 2 880 km²(dos quais 11 km² estão cobertos por água), uma população de 135 758 habitantes, e uma densidade populacional de 47 hab/km² (segundo o censo nacional de 2000). O condado foi fundado em 13 de fevereiro de 1800.